# ماريا بيتيللو
ماريا بيتيللو (بالإنجليزية: Maria Pitillo)‏ هي ممثلة أمريكية، ولدت في 8 يناير 1966 في الولايات المتحدة.

## أعمال

### أفلام
- (1992) تشابلن
- (1994) قتلة بالفطرة[4][5][6]
- (1998) غودزيلا

## وصلات خارجية
- ماريا بيتيللو على موقع IMDb (الإنجليزية)
- ماريا بيتيللو على موقع روتن توميتوز (الإنجليزية)
- ماريا بيتيللو على موقع ألو سيني (الفرنسية)
- ماريا بيتيللو على موقع تيرنر كلاسيك موفيز (الإنجليزية)
- ماريا بيتيللو على موقع أول موفي (الإنجليزية)
- ماريا بيتيللو على موقع قاعدة بيانات الأفلام السويدية (السويدية)
- ماريا بيتيللو على موقع إن إن دي بي (الإنجليزية)
- ماريا بيتيللو على موقع قاعدة بيانات الفيلم (الإنجليزية)
- ماريا بيتيللو على موقع كينوبويسك (الروسية)